# Sân bay Libeirão Preto
Sân bay Libeirão Preto (mã sân bay IATA: RAO, mã sân bay ICAO: SBRP) là một sân bay tọa lạc ở Ribeirão Preto, bang São Paulo, Brasil. Năm 2014, sân bay này đã phục vụ 1 triệu lượt khách.
Sân bay Dr. Leite Lopes đã được mở cửa vào ngày 02 tháng 4 năm 1939 và ngay sau đó, vào năm 1940, đường băng đã được mở rộng lần đầu tiên.
Năm 1996 toàn bộ phức hợp sân bay nhận được nâng cấp, trong đó đường băng và đường lăn liền kề đã được mở rộng từ 1.800m lên 2.100m và một bãi đỗ máy bay lớn mới được xây dựng.
Trong năm 2006, chiều rộng của đường băng được mở rộng lên 45m và cuối cùng là vào tháng 7 năm 2010 cải tạo và mở rộng của tòa nhà ga đã được hoàn thành.